# カッショクコクジャク
カッショクコクジャク（褐色小孔雀、Polyplectron germaini）は、キジ目キジ科コクジャク属に分類される鳥類。

## 分布
ベトナム固有種

## 形態
全長オス56cm、メス48cm。翼長オス18-20cm、メス16-18.5cm。体重オス0.5kg、メス0.4kg。頭頂の羽毛は伸長（冠羽）しない。全身は灰褐色の羽毛で被われ、褐色や黒の斑点が入る。背や尾羽基部の上面を被う羽毛（上尾筒）、尾羽には黄褐色に縁取られた眼状斑が入る。
眼の周囲には赤い皮膚が露出する。虹彩は褐色。嘴の色彩は黒褐色。後肢の色彩は灰黒色。
卵は長径4.5cm、短径3.5cm。オスは眼状斑が青緑色。メスは全身が褐色がかる。眼状斑は青く、背の眼状斑は菱形に並ぶ。

## 生態
標高1,500m以下にある常緑広葉樹林、竹林、二次林などに生息する。
繁殖形態は卵生。飼育下では3-4月に1回に2個の卵を産んだ例がある。抱卵期間は22日。

## 人間との関係
開発による生息地の破壊、狩猟などにより生息数は減少している。